# Ratto da laboratorio

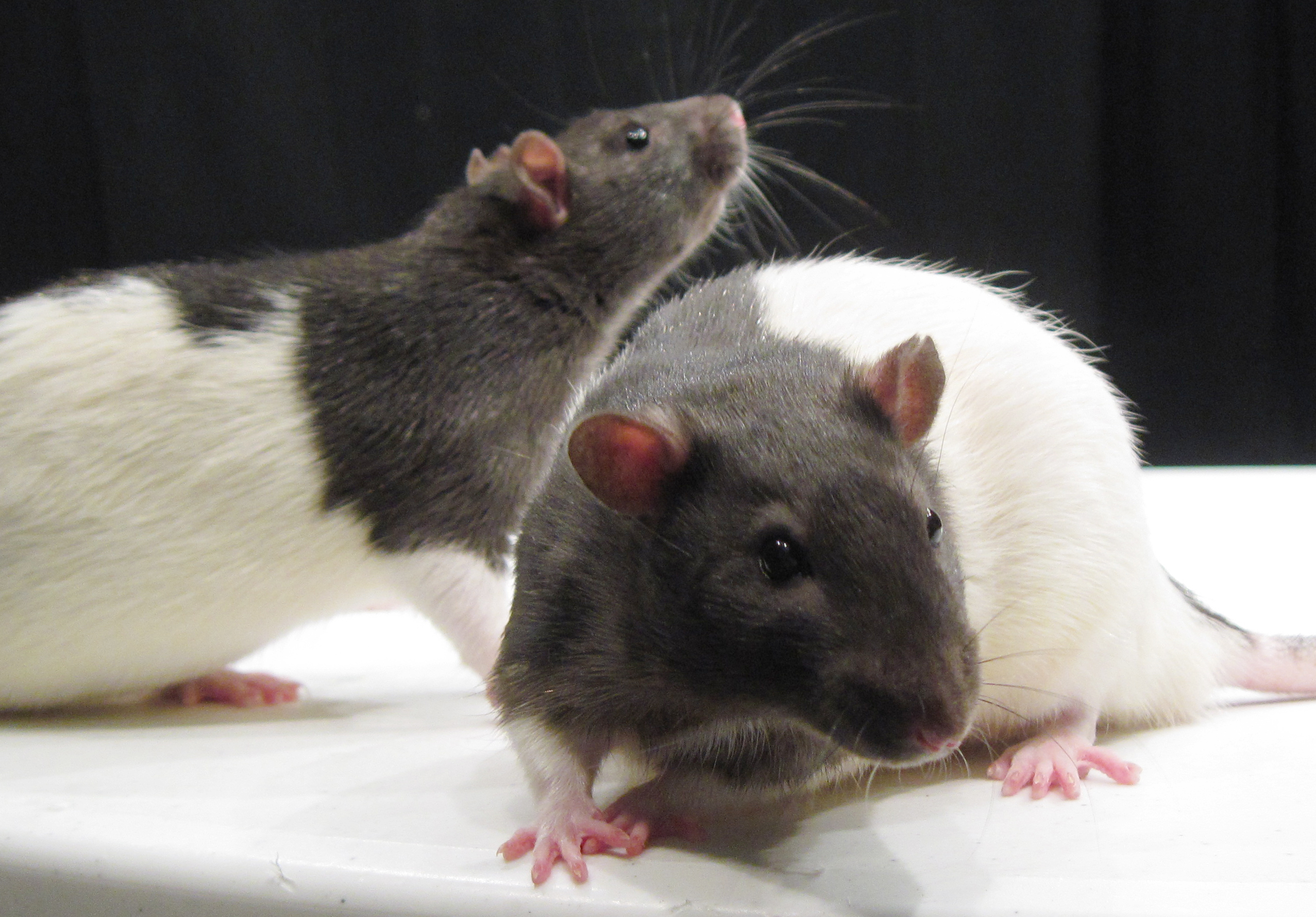
Ratti incappucciati

I ratti da laboratorio sono ceppi della sottospecie di ratto Rattus norvegicus domestica (ratto norvegese domestico) che vengono allevati e tenuti per la ricerca scientifica. Sebbene meno comunemente utilizzati per la ricerca rispetto ai topi da laboratorio, i ratti sono serviti come un importante modello animale per la ricerca in psicologia e scienze biomediche.

## Origini dell'allevamento dei ratti
Nell'Europa del XVIII secolo, i ratti bruni (Rattus norvegicus) erano molto diffusi e questa infestazione alimentò l'industria della cattura dei topi. I cacciatori di topi non solo facevano soldi intrappolando i roditori, ma anche vendendoli come cibo o, più comunemente, per il rat-baiting.

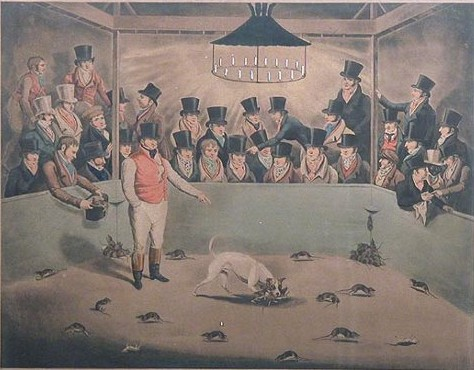
Rat-baiting

Il rat-baiting era uno sport popolare, che consisteva nel riempire una fossa di ratti e cronometrare il tempo impiegato da un terrier per ucciderli tutti. Nel tempo, l'allevamento dei ratti per queste gare potrebbe aver prodotto variazioni di colore, in particolare le varietà albine e "incappucciate". La prima volta che uno di questi mutanti albini fu portato in un laboratorio per uno studio fu nel 1828 per un esperimento sul digiuno. Nei successivi 30 anni, i ratti furono utilizzati per molti altri esperimenti e alla fine il ratto da laboratorio divenne il primo animale addomesticato per ragioni puramente scientifiche.
In Giappone, durante il periodo Edo, era diffusa la pratica di tenere i ratti come animali domestici e nel XVIII secolo Youso Tamanokakehashi (1775) e Chingan Sodategusa (1787) pubblicarono delle guide sull'allevamento dei ratti domestici. L'analisi genetica di 117 ceppi di ratti albini raccolti da tutte le parti del mondo, condotta da un team guidato da Takashi Kuramoto presso l'Università di Kyoto nel 2012, ha dimostrato che gli albini discendevano dai ratti incappucciati e che tutti gli albini discendevano da un singolo antenato. Poiché vi sono prove che il ratto incappucciato fosse noto come "ratto giapponese" all'inizio del XX secolo, Kuramoto concluse che uno o più ratti incappucciati giapponesi potrebbero essere stati portati in Europa o nelle Americhe e che un ratto albino emerso come prodotto dell'allevamento di questi ratti incappucciati era l'antenato comune di tutti i ratti albini da laboratorio in uso oggi.

## Utilizzo nella ricerca

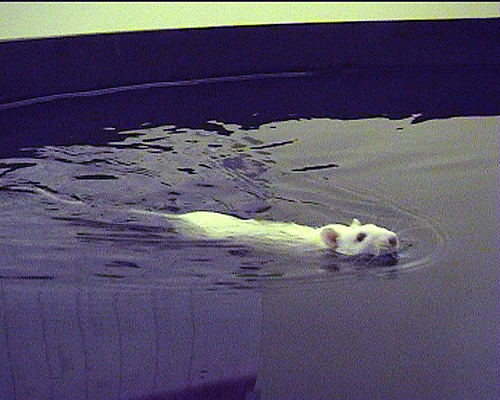
Ratto nel labirinto acquatico di Morris

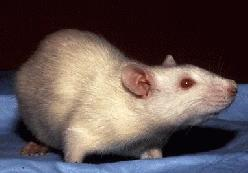
Il ratto da laboratorio albino con i suoi occhi rossi e la pelliccia bianca è un organismo modello iconico per la ricerca scientifica in una varietà di campi.

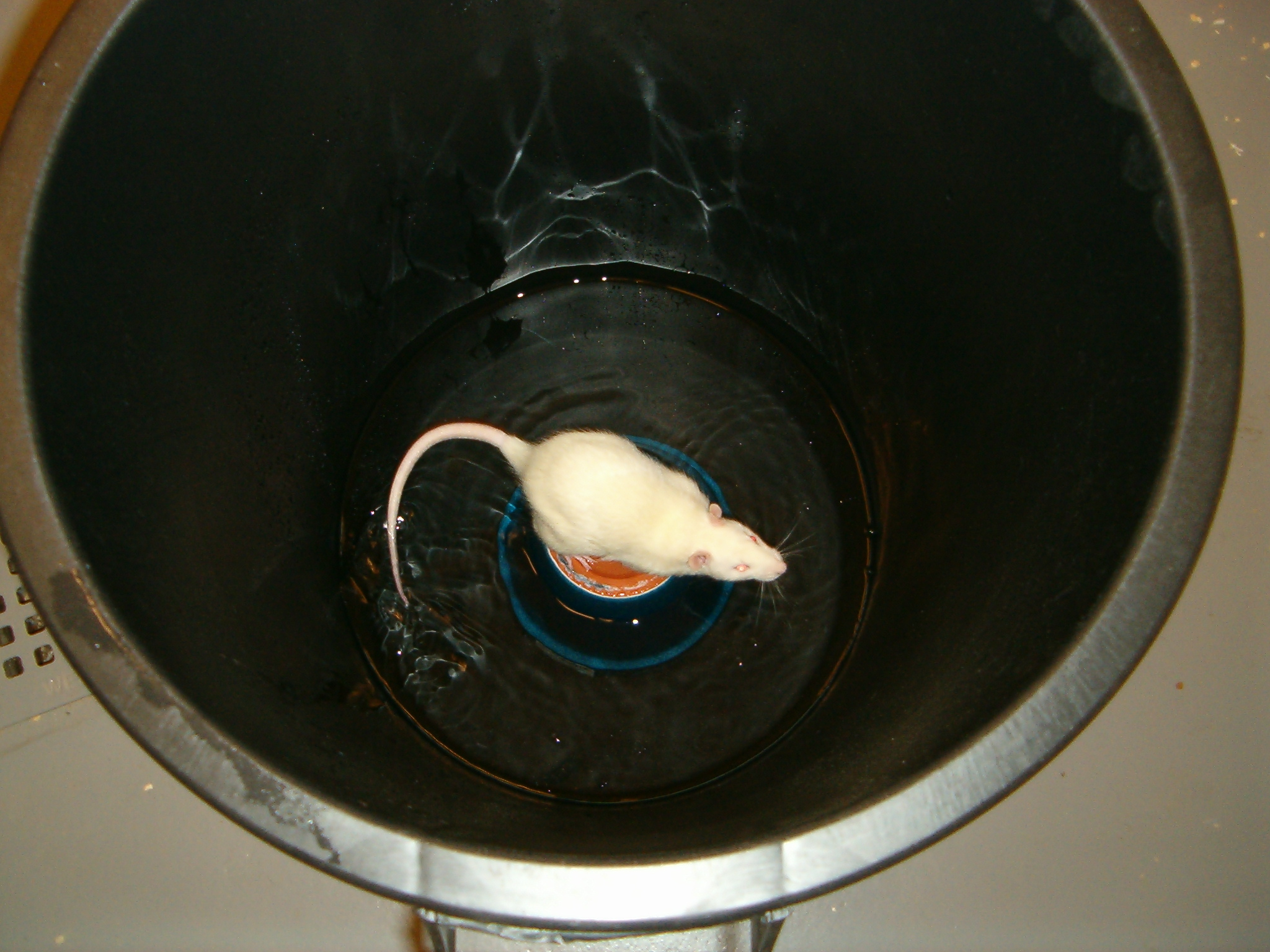
Privazione del sonno REM con la "tecnica del vaso di fiori"

Il ratto trovò un impiego precoce nella ricerca di laboratorio in cinque aree: W.S. Small suggerì che il tasso di apprendimento potesse essere misurato dai ratti in un labirinto; un suggerimento impiegato da John B. Watson per la sua tesi di dottorato nel 1903. La prima colonia di ratti in America utilizzata per la ricerca sulla nutrizione fu avviata nel gennaio 1908 da Elmer McCollum e poi, i requisiti nutritivi dei ratti furono utilizzati da Thomas Burr Osborne e Lafayette Mendel per determinare i dettagli della nutrizione proteica. La funzione riproduttiva dei ratti fu studiata presso l'Institute for Experimental Biology dell'Università della California a Berkeley da Herbert McLean Evans e Joseph A. Long. La genetica dei ratti fu studiata da William Ernest Castle presso il Bussey Institute dell'Università di Harvard fino alla sua chiusura nel 1994. I ratti sono stati a lungo utilizzati nella ricerca sul cancro; ad esempio presso il Crocker Institute for Cancer Research.
L'importanza storica di questa specie per la ricerca scientifica è riflessa dalla quantità di letteratura su di essa che conta circa il 50% in più rispetto a quella sui topi da laboratorio. I ratti da laboratorio sono spesso sottoposti a dissezione o microdialisi per studiare gli effetti interni sugli organi e sul cervello, come per il cancro o per la ricerca farmacologica. I ratti da laboratorio non sacrificati possono essere soppressi o, in alcuni casi, diventare animali domestici.
I ratti domestici differiscono dai ratti selvatici (varie specie di Rodentia) sotto molti aspetti: sono più calmi e molto meno inclini a mordere, possono tollerare un maggiore affollamento, si riproducono prima e producono più prole e hanno cervello, fegato, reni, ghiandole surrenali e cuore più piccoli.
Gli scienziati hanno allevato molti ceppi o "linee" di ratti specificamente per la sperimentazione. La maggior parte deriva dal ratto albino Wistar, selezionato nel 1906, che è ancora ampiamente utilizzato. Altri ceppi comuni sono i ceppi albini Sprague Dawley, Fischer 344, Holtzman, Long–Evans e i ratti neri incappucciati Lister. Esistono anche ceppi consanguinei, ma non sono usati così comunemente come i topi non consanguinei.
Gran parte del genoma del Rattus norvegicus è stato sequenziato. Nell'ottobre 2003, i ricercatori sono riusciti a clonare due ratti da laboratorio tramite trasferimento nucleare. Questo è stato il primo di una serie di sviluppi che hanno iniziato a rendere i ratti trattabili come soggetti di ricerca genetica, sebbene siano ancora indietro rispetto ai topi, che si prestano meglio alle tecniche sulle cellule staminali embrionali tipicamente utilizzate per la manipolazione genetica. Molti ricercatori che desiderano ricondurre le osservazioni sul comportamento e sulla fisiologia ai geni sottostanti considerano gli aspetti di questi nei ratti come più rilevanti per gli esseri umani e più facili da osservare rispetto ai topi, dando impulso allo sviluppo di tecniche di ricerca genetica applicabili ai ratti. Uno studio del 1972 ha confrontato le neoplasie negli Sprague Dawley di sei diversi fornitori commerciali e ha riscontrato differenze altamente significative nelle incidenze di tumori endocrini e mammari. C'erano persino variazioni significative nelle incidenze di tumori della midollare surrenale tra ratti della stessa fonte allevati in laboratori diversi. Tutti i tumori testicolari tranne uno si sono verificati nei ratti di un singolo fornitore. I ricercatori hanno scoperto che l'incidenza dei tumori negli Sprague Dawley di diversi fornitori variava tanto tra loro quanto tra gli altri ceppi di ratti. Gli autori dello studio hanno  "sottolineato la necessità di estrema cautela nella valutazione degli studi di cancerogenicità condotti in diversi laboratori e/o su ratti di diverse fonti".
Durante il razionamento alimentare dovuto alla seconda guerra mondiale, i biologi britannici avevano mangiato topi da laboratorio, ridotti in crema.
Gli scienziati hanno anche dedicato del tempo allo studio della termoregolazione della coda del ratto. La coda del ratto funziona come uno scambiatore di calore variabile. Il flusso sanguigno della coda consente la termoregolazione perché è sotto il controllo dei nervi vasocostrittori simpatici. La vasodilatazione si verifica quando la temperatura della coda aumenta, causando la perdita di calore. La vasocostrizione si verifica quando la temperatura della coda diminuisce, consentendo la conservazione del calore. La termoregolazione nella coda del ratto è stata utilizzata per studiare il metabolismo.

## Azioni e ceppi
Un "ceppo", in riferimento ai roditori, è un gruppo in cui tutti i membri sono, il più possibile, geneticamente identici. Nei ratti, questo viene realizzato tramite consanguineità. Avendo questo tipo di popolazione, è possibile condurre esperimenti sui ruoli dei geni, o condurre esperimenti che escludono le variazioni nella genetica come fattore. Al contrario, le popolazioni "outbred" (esincrocio) vengono utilizzate quando genotipi identici non sono necessari o è richiesta una popolazione con variazione genetica, e questi ratti sono solitamente indicati come "stock" piuttosto che come "ceppi".

### Ratto Wistar

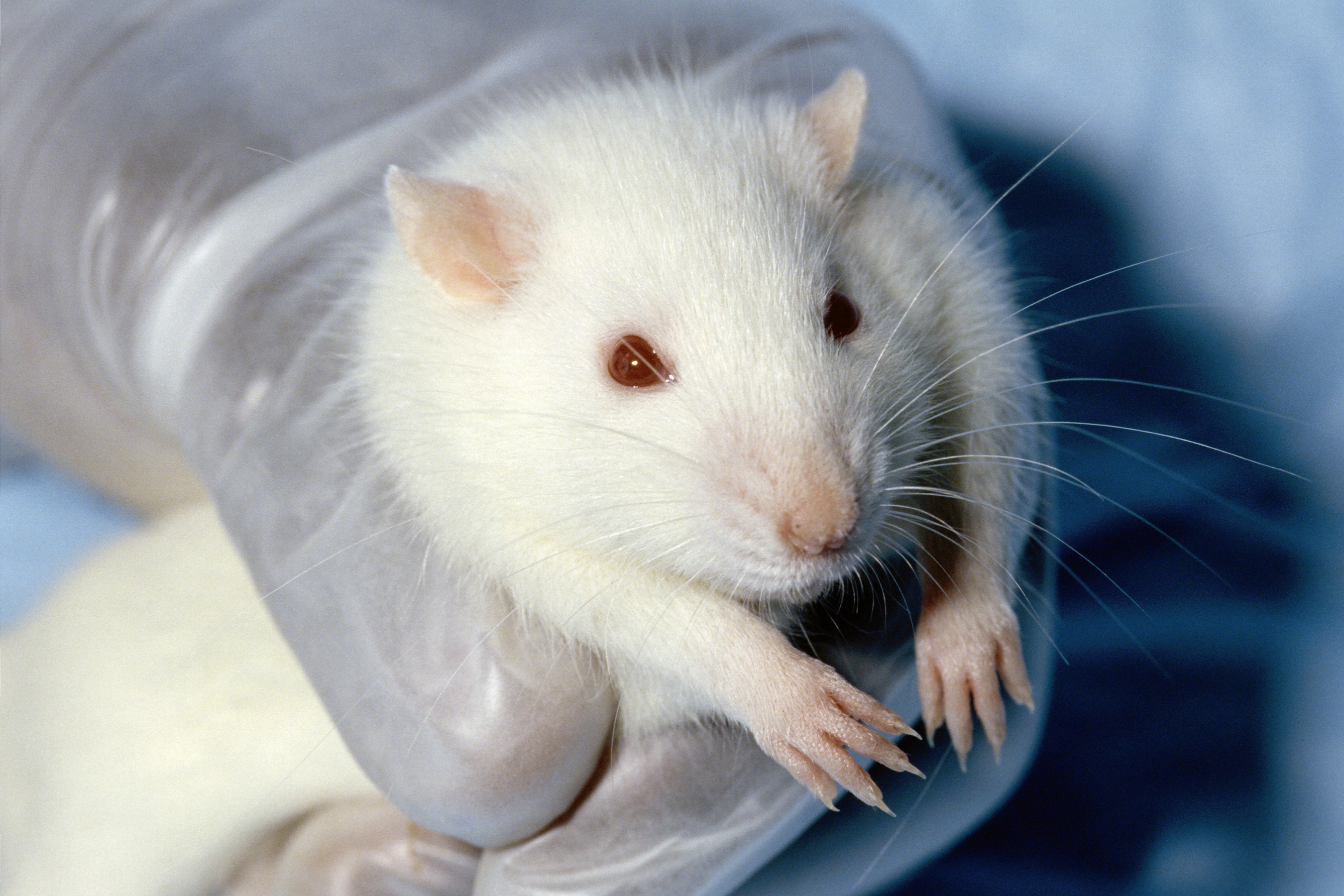
Ratto Wistar

Il ratto Wistar è un ratto albino non consanguineo. Questa razza è stata sviluppata presso il Wistar Institute nel 1906 per l'uso nella ricerca biologica e medica, ed è in particolare il primo ratto sviluppato per servire come organismo modello in un periodo in cui i laboratori utilizzavano principalmente il topo domestico (Mus musculus). Più della metà di tutti i ceppi di ratti da laboratorio discendono dalla colonia originale fondata dal fisiologo Henry Herbert Donaldson, dall'amministratore scientifico Milton J. Greenman e dalla ricercatrice genetica/embriologa Helen Dean King.
Il ratto Wistar è uno dei ratti più popolari utilizzati per la ricerca di laboratorio. È caratterizzato dalla testa larga, dalle orecchie lunghe e da una lunghezza della coda che è sempre inferiore alla lunghezza del corpo. Lo Sprague Dawley e il Long–Evans sono stati sviluppati dai Wistar. Essi sono più attivi di altri come gli Sprague Dawley. Il ratto spontaneamente iperteso e il Lewis sono altri ceppi ben noti sviluppati dai Wistar.

### Ratto Long-Evans
Il ratto Long-Evans è un ratto di razza non consanguinea sviluppato dai dottori Long ed Evans nel 1915 incrociando diverse femmine Wistar con un maschio grigio selvatico. I ratti Long-Evans sono bianchi con un cappuccio nero, o occasionalmente bianchi con un cappuccio marrone. Sono utilizzati come organismo modello multiuso, frequentemente nella ricerca comportamentale, specialmente nella ricerca sull'alcol.

### Ratto Sprague Dawley

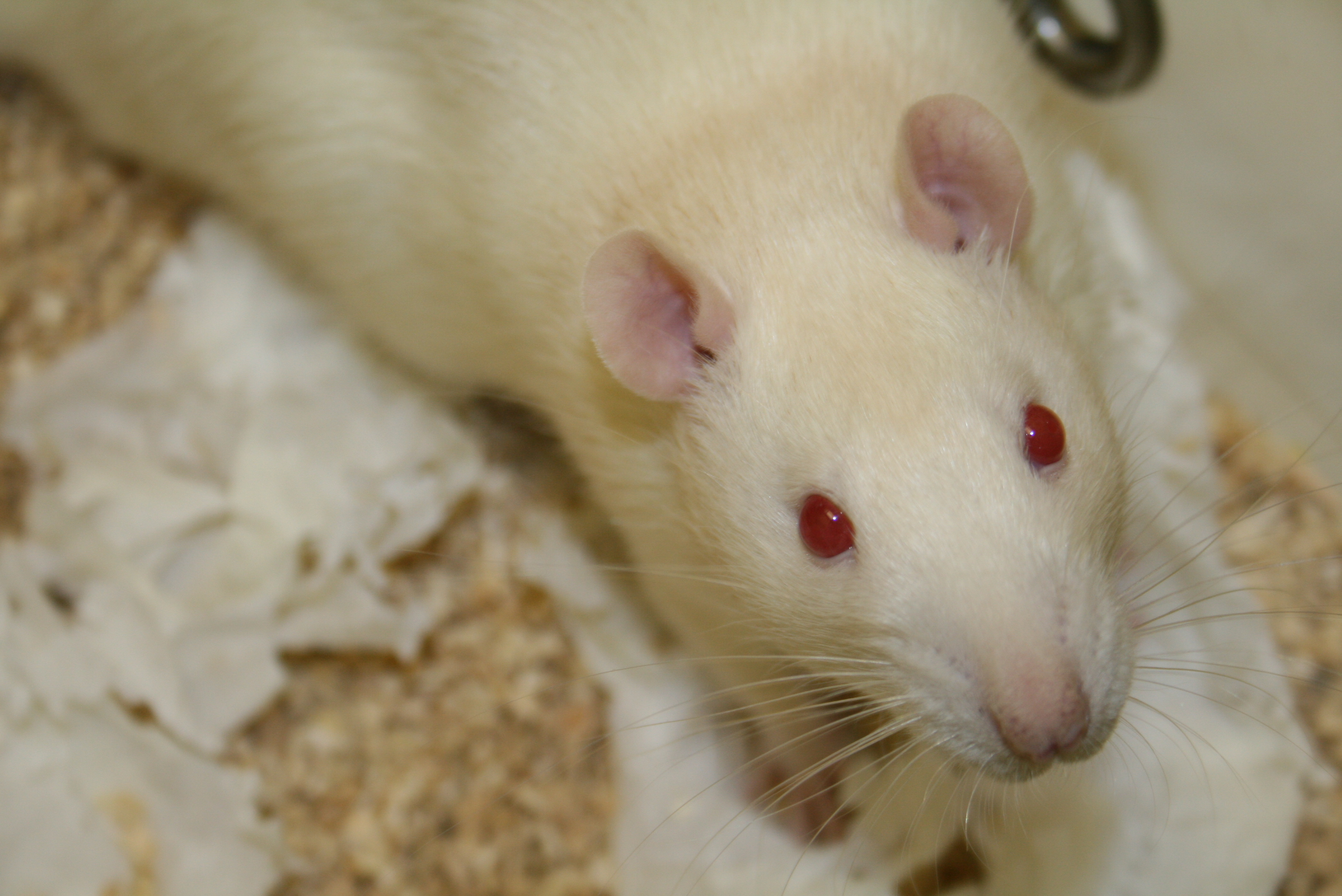
Ratto Sprague Dawley

Lo Sprague Dawley è una razza di ratto albino eterozigote e multiuso ampiamente utilizzata nella ricerca medica e nutrizionale. Il suo principale vantaggio è la sua calma e la facilità di gestione. Questa razza di ratto è stata prodotta per la prima volta dalle fattorie Sprague Dawley (in seguito diventate la Sprague Dawley Animal Company) a Madison, nel Wisconsin, nel 1925. Il nome era originariamente con un trattino, sebbene lo stile del marchio odierno (Sprague Dawley, il marchio utilizzato da Envigo) non lo sia. La dimensione media della cucciolata del ratto Sprague Dawley è 11,0.
Questi ratti hanno in genere una coda più lunga in proporzione alla lunghezza del corpo rispetto ai Wistar. Sono stati utilizzati nello studio Séralini, nel quale il biologo francese Gilles-Eric Séralini sosteneva che l'erbicida RoundUp aumentasse l'incidenza di tumori in questi ratti. Tuttavia, poiché è noto che questi ratti sviluppano tumori a un tasso elevato (e molto variabile), lo studio è stato considerato difettoso nella progettazione e i suoi risultati non comprovati.

### Ratto biobreeding
Il ratto biobreeding (noto anche come "ratto biobreeding diabetes-prone" o ratto BBDP) è un ceppo consanguineo. Come i topi NOD (Non-obese diabetic), i ratti biobreeding sono utilizzati come modello animale per il diabete mellito di tipo 1, che sviluppano spontaneamente. Il ceppo ricapitola molte delle caratteristiche del diabete mellito di tipo 1 umano e ha contribuito notevolmente alla ricerca sulla patogenesi del T1DM.

### Ratto Brattleboro
Il ratto Brattleboro è una specie sviluppata da Henry A. Schroeder e dal tecnico Tim Vinton a West Brattleboro, nel Vermont, a partire dal 1961, per la Dartmouth Medical School. Presenta una mutazione genetica naturale che rende gli esemplari incapaci di produrre l'ormone vasopressina, che aiuta a controllare le funzionalità renale. I ratti venivano allevati per uso in laboratorio da Henry Schroeder e Tim Vinton, che notarono che la cucciolata di 17 esemplari beveva e urinava eccessivamente.

### Ratto senza peli

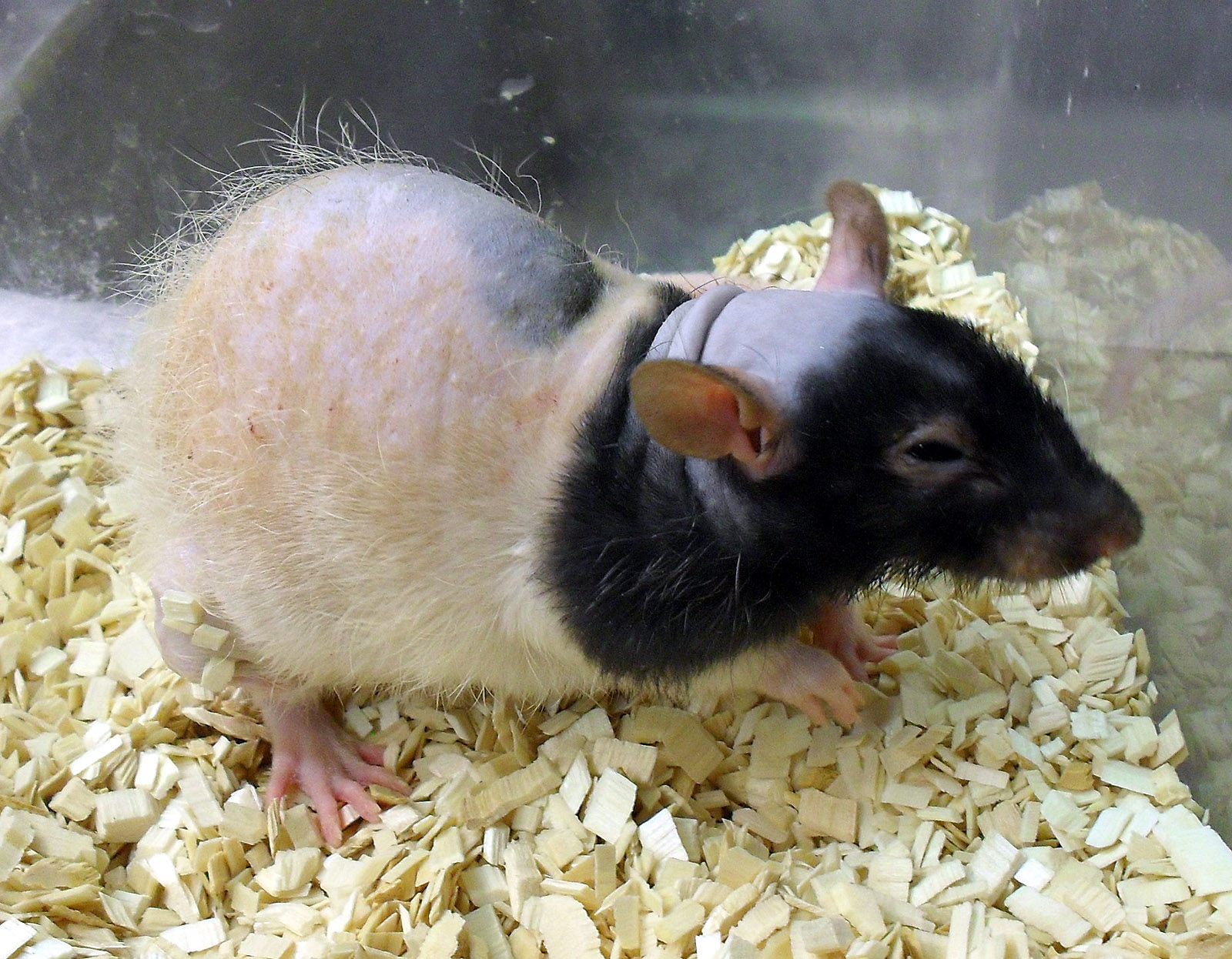
Un ratto nudo Rowett

I ratti da laboratorio senza peli forniscono ai ricercatori dati preziosi sui sistemi immunitari compromessi e sulle malattie renali genetiche. Si stima che ci siano oltre 25 geni che causano la glabrità (ossia l'assenza di peli) recessiva nei ratti da laboratorio. I più comuni sono indicati come rnu (Rowett nude), fz (fuzzy) e shn (shorn).
- I ratti nudi Rowett, identificati per la prima volta nel 1953 in Scozia, non hanno timo. La mancanza di questo organo compromette gravemente il loro sistema immunitario, con infezioni del tratto respiratorio e degli occhi che aumentano drammaticamente[33].
- I ratti fuzzy sono stati identificati nel 1976 in un laboratorio della Pennsylvania. La causa principale di morte tra i ratti fz/fz è in ultima analisi un'insufficienza renale progressiva che inizia intorno all'età di 1 anno[34].
- I ratti tosati sono stati allevati dai ratti Sprague Dawley nel Connecticut nel 1998[35]. Soffrono anche di gravi problemi renali.

### Ratto Lewis
Il ratto Lewis è stato sviluppato da Margaret Lewis da ceppi Wistar nei primi anni '50. Le caratteristiche del Lewis includono colorazione albina, comportamento docile e bassa fertilità. Il ratto Lewis soffre di diverse patologie spontanee: in primo luogo, possono soffrire di elevate incidenze di neoplasie, con la durata della vita del ratto determinata principalmente da questo fattore. Sviluppano più comunemente adenomi dell'ipofisi e adenomi/adenocarcinomi della corteccia surrenale in entrambi i sessi, tumori della ghiandola mammaria e carcinomi endometriali nelle femmine e adenomi/adenocarcinomi delle cellule C della ghiandola tiroidea e tumori del sistema emopoietico nei maschi. In secondo luogo, i ratti Lewis sono inclini a sviluppare una leucemia linfatica spontanea trapiantabile. Infine, in età avanzata, a volte sviluppano sclerosi glomerulare spontanea.
Le applicazioni della ricerca su questi ratti includono la ricerca sui trapianti, l'artrite e l'infiammazione indotta, l'encefalite allergica sperimentale e il diabete indotto da STZ.

### Ratto del Royal College of Surgeons
Il ratto del Royal College of Surgeons (o ratto RCS) è il primo animale conosciuto con degenerazione retinica ereditaria. Sebbene il difetto genetico non fosse noto per molti anni, è stato identificato nel 2000 come una mutazione nel gene MERTK. Questa mutazione determina una fagocitosi difettosa dell'epitelio pigmentato retinico dei segmenti esterni dei fotorecettori.

### Ratto tremante Kawasaki
Il ratto tremante Kawasaki (SRK - Shaking Rat Kawasaki) è un mutante autosomico recessivo che presenta una breve delezione nel gene RELN. Ciò determina una ridotta espressione della proteina relina, essenziale per la corretta laminazione della corteccia e lo sviluppo del cervelletto. Il suo fenotipo è simile al topo "reeler" ampiamente studiato. Il ratto tremante Kawasaki è stato descritto per la prima volta nel 1988. Questo e il ratto Lewis sono ceppi ben noti sviluppati da ratti Wistar.

### Ratto Zucker

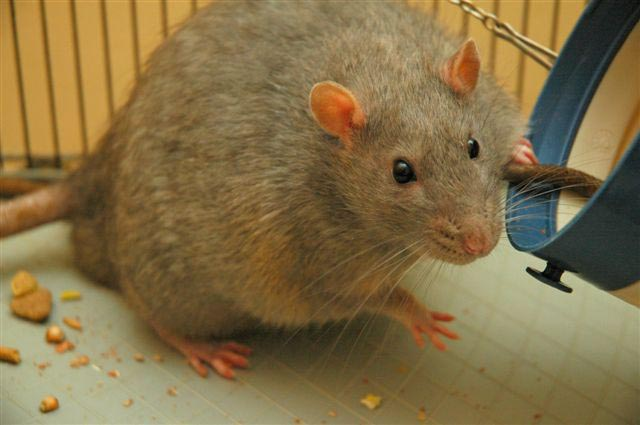
Ratto Zucker

Il ratto Zucker è stato allevato per essere un modello genetico per la ricerca su obesità e ipertensione. Prendono il nome da Lois M. Zucker e Theodore F. Zucker, ricercatori pionieri nello studio della genetica dell'obesità. Esistono due tipi di ratto Zucker: un ratto Zucker magro, indicato come tratto dominante (Fa/Fa) o (Fa/fa); e il ratto Zucker caratteristicamente obeso (o grasso) o ratto Zucker diabetico grasso (ratto ZDF), che è in realtà un tratto recessivo (fa/fa) del recettore della leptina, in grado di pesare fino a 1 chilogrammo (2,2 libbre), più del doppio del peso medio.
I ratti Zucker obesi hanno alti livelli di lipidi e colesterolo nel loro flusso sanguigno, sono resistenti all'insulina senza essere iperglicemici e aumentano di peso a causa di un aumento sia delle dimensioni che del numero di cellule adipose. L'obesità nei ratti Zucker è principalmente legata alla loro natura iperfagica e alla fame eccessiva; tuttavia, l'assunzione di cibo non spiega completamente l'iperlipidemia o la composizione corporea complessiva.

### Ratto knockout
Un ratto knockout (scritto anche knock out o knock-out) è un ratto geneticamente modificato con un singolo gene disattivato tramite una mutazione mirata. I ratti knockout possono imitare le malattie umane e sono strumenti importanti per studiare la funzione genica e per la scoperta e lo sviluppo di farmaci. La produzione di ratti knockout è diventata tecnicamente fattibile nel 2008, attraverso un lavoro finanziato con 120 milioni di dollari dai National Institutes of Health (NIH) tramite il Rat Genome Sequencing Project Consortium e il lavoro svolto dai membri del Knock Out Rat Consortium (KORC). I modelli di malattia del ratto knockout per il morbo di Parkinson, il morbo di Alzheimer, l'ipertensione e il diabete, utilizzando la tecnologia della nucleasi a dita di zinco, sono in fase di commercializzazione da parte di SAGE Labs.